# Büschendorf
Büschendorf ist eine Ortschaft sowie Katastralgemeinde der Stadt Rottenmann. Das Dorf liegt im Paltental und am Südosthang der Eisenerzer Alpen. Die Ortschaft liegt ca. 4 Kilometer östlich der Rottenmanner Altstadt. Am 1. Jänner 2025 wohnten 218 Menschen in Büschendorf.
Das früheste Schriftzeugnis ist von ca. 1150 und lautet „Piscofesdorf“. Der Name geht auf althochdeutsch biscof (Bischof) zurück. Das Dorf befand sich Mittelalter im Besitz des Bamberger Bischofs.